# 충좌빙
충좌빙(중국어 정체자: 蔥抓餅, 간체자: 葱抓饼) 또는 서우좌빙(중국어 간체자: 手抓饼, 정체자: 手抓餅)은 대만과 중국 산둥성에서 널리 알려진 전통 간식이다. 만드는 과정에서 손으로 피를 긁어서 양파 속처럼 길쭉한 모양을 내기 때문에, 대만에서 충좌빙(중국어 정체자: 蔥抓餅, 직역: 양파처럼 긁은 떡)이라는 이름으로 불린다. 충좌빙과 충유빙은 재료나 조리법이 서로 비슷하지만, 충좌빙은 손이나 도구로 피를 긁어서 푹신푹신한 식감을 내는 것, 그리고 달걀이나 치즈를 속이나 양념으로 더해 먹을 수 있다는 점에 차이가 있다. 조리가 간단하고 재료도 구하기 쉬워 빠르게 먹을 수 있기에, 피만 사서 집에서 만들어 먹기도 하고, 야시장이나 슈퍼마켓에서도 판다.